# 周舒
周舒（？年—？年），字叔布，四川省閬中人，善於占星術，蜀漢周群之父。

## 生平
年少時學術於廣漢楊厚，當時的名聲僅次於董扶、任安。多次被東漢朝廷徵召，但他始終不應。
有人曾問周舒：“《春秋讖》有提到『代漢者當塗高』，這是什麼意思呢？”周舒回答：“『當塗高』，就是魏阿。”鄉中學者都私下傳播他的話。周群小時候，向其父學習占星術。